# Hans Leicht

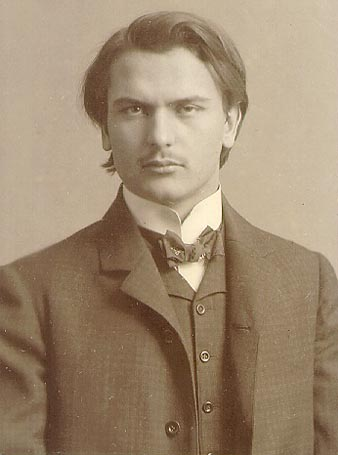
Hans Leicht, 1905

Hans Leicht (links) im Kreis seiner Geschwister

Hans Leicht (* 8. Juli 1886 in Schäßburg, Siebenbürgen, Königreich Ungarn; † 29. September 1937 in Budapest) war Jurist, Politiker, Dichter und Übersetzer. Er ist nicht zu verwechseln mit dem gleichnamigen deutschen Historiker, Orientalisten und Autor des 20. Jahrhunderts.

## Leben
Hans Leicht wurde am 8. Juli 1886 in Schäßburg geboren. Schon als Kind lernte Leicht auf dem ungarischen reformierten Kollegium in Klausenburg Ungarisch. Später studierte er in Klausenburg, Berlin und München Jura und schloss das Studium mit der Promotion ab. Bis zu seiner Einberufung zum Militärdienst im Ersten Weltkrieg arbeitete Leicht als Rechtsanwalt in Schäßburg.
Aus erster Ehe mit Elisabeth Bacon, der Tochter von Josef Bacon, gingen drei Töchter hervor – Elisabeth Hering, Irmgard Gitschner und Gerda Leicht.
In den politischen Wirren der Nachkriegszeit nahm Leicht seine Klausenburger Beziehungen wieder auf, um für die Deutschen in Siebenbürgen erträgliche Lösungen zu erwirken. So wurde er von der Regierung Károlyi zum Referenten für die sächsische Minderheit im „Oberkommissariat Siebenbürgen“ ernannt. Als Siebenbürgen nach dem Vertrag von Trianon schließlich endgültig an Rumänien fiel, ging Leicht nach Budapest. Hier nahm er mit Béla Kun, seinem Mitschüler aus Klausenburg, Kontakt auf und wurde Unterstaatssekretär im Volkskommissariat für die nationalen Minderheiten. Leicht setzte in Budapest ein deutsches Theater durch, zu dessen Eröffnung er die Rede hielt und arbeitete für die Deutschen im heutigen Burgenland eine neue Verfassung aus, die allerdings nie in Kraft trat.
Während des Sturzes der Räterepublik und der anschließenden Kommunistenverfolgung blieb Leicht – von einem Ehrengericht freigesprochen – so gut wie unbehelligt. Seither lebte er, zum zweiten Mal verheiratet, als Rechtsanwalt in Budapest und bemühte sich bis zu seinem frühen Tod weiter um eine Verständigung zwischen Ungarn und Deutschen.
Leicht, ein Neffe des Dichters Ernst Thullner, verfasste zahlreiche Gedichte und Gelegenheitsdichtungen und machte sich um Übersetzungen aus dem Ungarischen verdient.

## Werke und Übersetzungen
- Hans Leicht: Gedichte Zusammengestellt von Richard Ackner, Neubrandenburg, 2000
- Ein Perlenstrauss ungarischer Dichtungen, Übertragen von Hans Leicht, Verl. d. Kön. Ung. Univ. Druckerei, Budapest, 1939
- Lyrik aus Ungarn, Übertragen von Hans Leicht, Schünemann, Bremen 1941 (3. Auflage)